# David Knights
David Knights (tên đầy đủ là David John Knights, sinh ngày 28 tháng 6 năm 1945, Islington, North London) là một nhạc sĩ người Anh, từng là thành viên chơi Guitar Bass trong ban nhạc Procol Harum. Anh chơi Guitar Bass trong bản tình ca mùa hè bất hủ "A Whiter Shade of Pale". David Knights đã ở trong ban nhạc đủ lâu để chơi trong ba Album đầu tiên của nhóm Procol Harum. Anh rời nhóm vào năm 1969 và được thay thế bởi Chris Copping. Khi ở Procol Harum, anh đã sử dụng một tiếng Guitar Bass hiệu Gibson EB-0.
Anh cũng biểu diễn với một ban nhạc có tên là Ruby, phát hành một Album trước khi tan rã. Anh cũng sản xuất một đĩa đơn cho nhóm Legend của Mickey Jupp. Hiện tại anh đã không còn hoạt động trong ngành âm nhạc và đang nghỉ hưu.